# بیلاگارسیا د آروسا
بیلاگارسیا د آروسا (به اسپانیایی: Vilagarcía de Arousa) یک شهرستان در اسپانیا است که در استان پنتبدرا واقع شده‌است.

## خصوصیات
بیلاگارسیا د آروسا ۴۷٫۱۴ کیلومترمربع مساحت و ۳۷٬۹۰۳ نفر جمعیت دارد.